# Dammtorp, Salems kommun

Dammtorp var ett dagsverkstorp under Rönninge gård i Salems socken, Stockholms län.
Wilhelmina af Tibell, ägarinna till Rönninge gård, uppförde torpet 1867. Redan året innan hade hon byggt en liten ladugård på platsen. Samma år hade af Tibell odlat ett tunnland jord och resten av marken runt ladugården röjdes till hömark. Torpstugan byggdes enligt dåtidens byggnadssätt med långa takfötter och byggd på hög stenfot. Stugan innehöll ett rum och kök. 
Wilhelmina af Tibell beskrev Dammtorp i sin bok Beskrifning öfver Uttringe och Rönninge:
”Detta ställe fick namn af den fordna dammen till den af min fader byggda sågen. Dammtorp är både genom sitt täcka läge, och sitt nätta byggnadssätt, ett bland de vackraste ställen under Rönninge.” 
Torpstugan lämnade 1910 plats för en vit tvåvåningsvilla i trä. Sedan 1960 ligger här tre HSB-hus (Dammtorpsbacken 1–3).